# 2005年MTV歐洲音樂大獎
2005年MTV歐洲音樂大獎在2005年11月3日於葡萄牙里斯本舉行。典禮主持人為沙夏·拜倫·科恩所飾演的芭樂特。

## 表演者
- 阿肯
- 黑眼豆豆
- 酷玩樂團
- 幽浮一族
- 年輕歲月
- 瑪丹娜
- 小野貓
- 羅比·威廉斯
- 夏奇拉
- 墮落體制

## 年度最佳歌曲
- 詹姆仕·布朗特－《You're Beautiful》
- 化學兄弟－《Galvanize》
- 酷玩樂團－《Speed of Sound》
- 街頭霸王－《Feel Good Inc.》
- 史努比狗狗 feat. 賈斯汀 & 查理·威爾森（Charlie Wilson）－《Signs》

## 年度最佳音樂錄影帶
- 貝克（Beck）－《E-Pro》
- 化學兄弟－《Believe》
- 街頭霸王－《Feel Good Inc.》
- 雷姆斯汀－《Keine Lust》
- 關·史蒂芬妮－《What You Waiting For》

## 年度最佳專輯
- 五角－《街頭大屠殺》（The Massacre）
- 酷玩樂團 －《XY密碼》（X&Y）
- 年輕歲月－《美國大白痴》
- 關·史蒂芬妮－《愛.天使.音樂.寶貝》（Love.Angel.Music.Baby）
- U2－《如何拆除原子彈》

## 年度最佳女藝人
- 瑪麗亞·凱莉
- 蜜西·艾莉特（Missy Elliott）
- 艾莉西亞·凱斯
- 夏奇拉
- 關·史蒂芬妮

## 年度最佳男藝人
- 五角
- 阿姆
- 魔比
- 史努比狗狗
- 羅比·威廉斯

## 年度最佳團體
- 黑眼豆豆
- 酷玩樂團
- 街頭霸王
- 年輕歲月
- U2

## 年度最佳新人
- 阿肯
- 詹姆仕·布朗特
- 天皇老子（Kaiser Chiefs）
- 丹尼爾
- 蕾哈娜

## 年度最佳嘻哈藝人
- 五角
- 阿肯
- 蜜西·艾莉特（Missy Elliott）
- 史努比狗狗
- 肯伊·威斯特

## 年度最佳流行藝人
- 黑眼豆豆
- 街頭霸王
- 夏奇拉
- 關·史蒂芬妮
- 羅比·威廉斯

## 年度最佳搖滾藝人
- 酷玩樂團
- 年輕歲月
- 幽浮一族
- 法蘭茲·費迪南
- U2

## 年度最佳另類藝人
- 貝克
- 街趴樂團（Bloc Party）
- 冰金樂團（Goldfrapp）
- 墮落體制
- 白線條樂團

## 年度最佳節奏藍調藝人
- 瑪麗亞·凱莉
- 艾莉西亞·凱斯
- 約翰傳奇
- 馬利歐（Mario）
- 亞瑟小子

## 最佳葡萄牙藝人
- Blasted Mechanism（英语：Blasted Mechanism）
- Boss AC（英语：Boss AC）
- Da Weasel（英语：Da Weasel）
- The Gift（英语：The Gift (band)）
- Humanos（英语：Humanos）

## 最佳英國及愛爾蘭藝人
- 詹姆仕·布朗特
- 酷玩樂團
- 街頭霸王
- 天皇老子（Kaiser Chiefs）
- 立體音響樂團（Stereophonics）

## 最佳德國藝人
- Beatsteaks（英语：Beatsteaks）
- Fettes Brot（英语：Fettes Brot）
- 雷姆斯汀
- 銀月樂團
- 大英雄樂團（Wir sind Helden）

## 最佳丹麥藝人
- 北方車庫（Carpark North）
- 海鷗樂團
- Nephew（英语：Nephew (band)）
- Nik & Jay
- 瑞凡斯（The Raveonettes）

## 最佳芬蘭藝人
- 情色幻眼（69 Eyes）
- 金屬啟示錄
- 惡魔陛下樂團
- 日暮頌歌
- 雷斯魔

## 最佳挪威藝人
- 安·布朗（Ane Brun）
- Thomas Dybdahl（英语：Thomas Dybdahl）
- 瑪莉安（Marion Raven）
- 洛伊薩普
- Turbonegro（英语：Turbonegro）

## 最佳瑞典藝人
- The Hellacopters（英语：The Hellacopters）
- 肯特樂團
- Moneybrother（英语：Moneybrother）
- Timbuktu（英语：Timbuktu (artist)）
- 克利斯坦·華茲（Christian Walz）

## 最佳義大利藝人
- 喬姬雅（Giorgia）
- Negramaro
- Negrita（英语：Negrita）
- 蘿拉·普西妮
- Francesco Renga（英语：Francesco Renga）

## 最佳荷蘭及比利時藝人
- 雅諾克（Anouk）
- 肯恩樂團（Kane）
- Gabriel Rios（英语：Gabriel Rios）
- Soulwax（英语：Soulwax）
- 致命誘惑

## 最佳法國藝人
- 艾蜜兒·班特
- Kyo
- Raphaël Haroche（英语：Raphaël Haroche）
- Sinik
- Superbus

## 最佳波蘭藝人
- Abradab
- Monica Brodka（英语：Monica Brodka）
- Sidney Polak
- Sistars（英语：Sistars）
- Zakopower（英语：Zakopower）

## 最佳西班牙藝人
- Amaral（英语：Amaral (music group)）
- 愛樂成癡（El Canto del Loco）
- El Sueño de Morfeo（英语：El Sueño de Morfeo）
- Melendi（英语：Melendi）
- 培雷沙（Pereza）

## 最佳俄羅斯藝人
- 季馬·比蘭
- 聖女天團
- Uma2rman（英语：Uma2rman）
- Vyacheslav Butusov（英语：Vyacheslav Butusov）
- Zemfira

## 最佳羅馬尼亞藝人
- Akcent（英语：Akcent）
- DJ Project（英语：DJ Project）
- Morandi（英语：Morandi (band)）
- Parazitii（英语：Parazitii）
- Voltaj（英语：Voltaj）

## 最佳亞得里亞海藝人
- Leeloojamais
- Leut Magnetik
- Massimo
- Siddharta（英语：Siddharta (band)）
- Urban&4

## 最佳非洲藝人
- 2 face Idibia（英语：2 face Idibia）
- Kaysha（英语：Kaysha）
- Kleptomaniax（英语：Kleptomaniax）
- O2
- Zamajobe

## 心靈解放大獎（Free Your Mind）
- 鮑勃·格爾多夫